# El bandido Malpelo
El bandido Malpelo ist ein im deutschen Sprachraum nicht aufgeführter Italowestern, der 1971 in vornehmlich spanischer Produktion entstand und eine Revolutionsgeschichte aus Mexiko erzählt. Er ist der einzige Western des Regisseurs Giuseppe Maria Scotese. Italienischer Titel war Il lungo giorno della violenza.

## Handlung
Mexiko, 1912. Der junge, aus Europa stammende Revolutionär Diego Mendoza macht sich auf die Suche nach Pancho Villa, dem er einige bedeutende Dokumente übergeben soll. Er wird von Soldaten der regierungstreuen Truppen verfolgt und in der Wüste vom Banditen Malpelo gefangen genommen. Als Malpelo vom Auftrag Mendozas erfährt, hilft er ihm gegen seine Verfolger zu bestehen und seine Mission zu erfüllen.

## Kritik
Der spanische Kritiker Carlos Aguilar urteilte knapp: „Unbemerkenswert“.

## Bemerkungen
- Der 1971 im faschistischen Spanien produzierte Film mit dem als Frankist bekannten Eduardo Fajardo war kaum jemals im Kino zu sehen (in Italien wurde er sofort wieder aus dem Programm genommen[2]).
- Die Identität des Hauptdarstellers George Garvell ist völlig rätselhaft.